# Maximilian Raub
Maximilian Raub (?, 13 de março de 1926) é um ex-canoísta austríaco especialista em provas de velocidade.

## Carreira
Foi vencedor das medalhas de bronze em K-2 1000 m em Helsínquia 1952 e Melbourne 1956, junto com o seu colega de equipa Herbert Wiedermann.